# DM Lyrae
La Nova DM Lyrae (abreviado como DM Lyr) es una nova enana ubicada en la constelación de Lira.
Este sistema binario está compuesto por una estrella primaria de tipo desconocido y una enana blanca de compañera. Explotó en los años 1928 y 1996, alcanzando un brillo de magnitud 13,6 y un mínimo de 18.
Debido a su posición, la observación del sistema desde observatorios del hemisferio norte es difícil durante el invierno, y desde observatorios del hemisferio sur es muy difícil durante todo el año.
En el mes de julio de 1996, observadores de la Universidad de Kioto examinaron a DM Lyrae usando fotometría CCD de Banda V con un reflector de 60 cm, y observaron superhumps (oscilaciones periódicas superpuestas) de magnitud 0.1, reclasificando al sistema como una nova tipo Estrella SU UMa.

## Coordenadas
- Ascensión recta: 18h 58m 44.43s
- Declinación: +30° 15′ 33.0″